# Alexander Thomson
Pour les articles homonymes, voir Thomson.
Alexander Thomson, né le 9 avril 1817 à Balfron et mort le 22 mars 1875 à Glasgow, est un architecte Écossais.

## Biographie
Thomson est né dans le village de Balfron dans le Stirlingshire. Ses parents sont John Thomson qui exerce le métier de comptable et Elizabeth Cooper Thomson.
Alexander commence un apprentissage en architecture avec Robert Foote de Glasgow puis obtient une place dans le cabinet de John Baird I en tant que dessinateur. En 1848, Thomson fonde son propre cabinet, Baird & Thomson, avec John Baird II, qui devient son beau-frère. En 1857, celui qui est surnommé « l'étoile montante de l'architecture de Glasgow », il entre travaille avec son frère George où il va connaître les années les plus productives de sa vie.
Il a produit une grande variété de structures, y compris des villas, un château, des terrasses urbaines, des entrepôts commerciaux, des immeubles d'habitation et des églises. Des trois églises qu'il a conçu, la Caledonia Road Free Church (1856-1857) est maintenant une ruine, l'église presbytérienne unie Queen's Park (1869) a été détruite pendant la Seconde Guerre mondiale et l'église de la rue St Vincent (1859) est la seule restée intacte.
Son style se caractérise par des influences de la Grèce antique, Égypte antique et du Levantin.

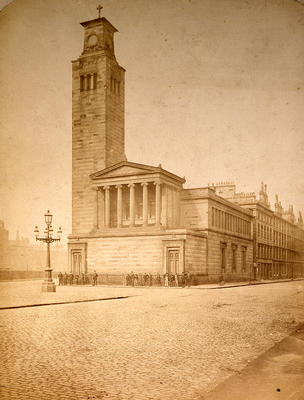
Église de Caledonia Road à Glasgow
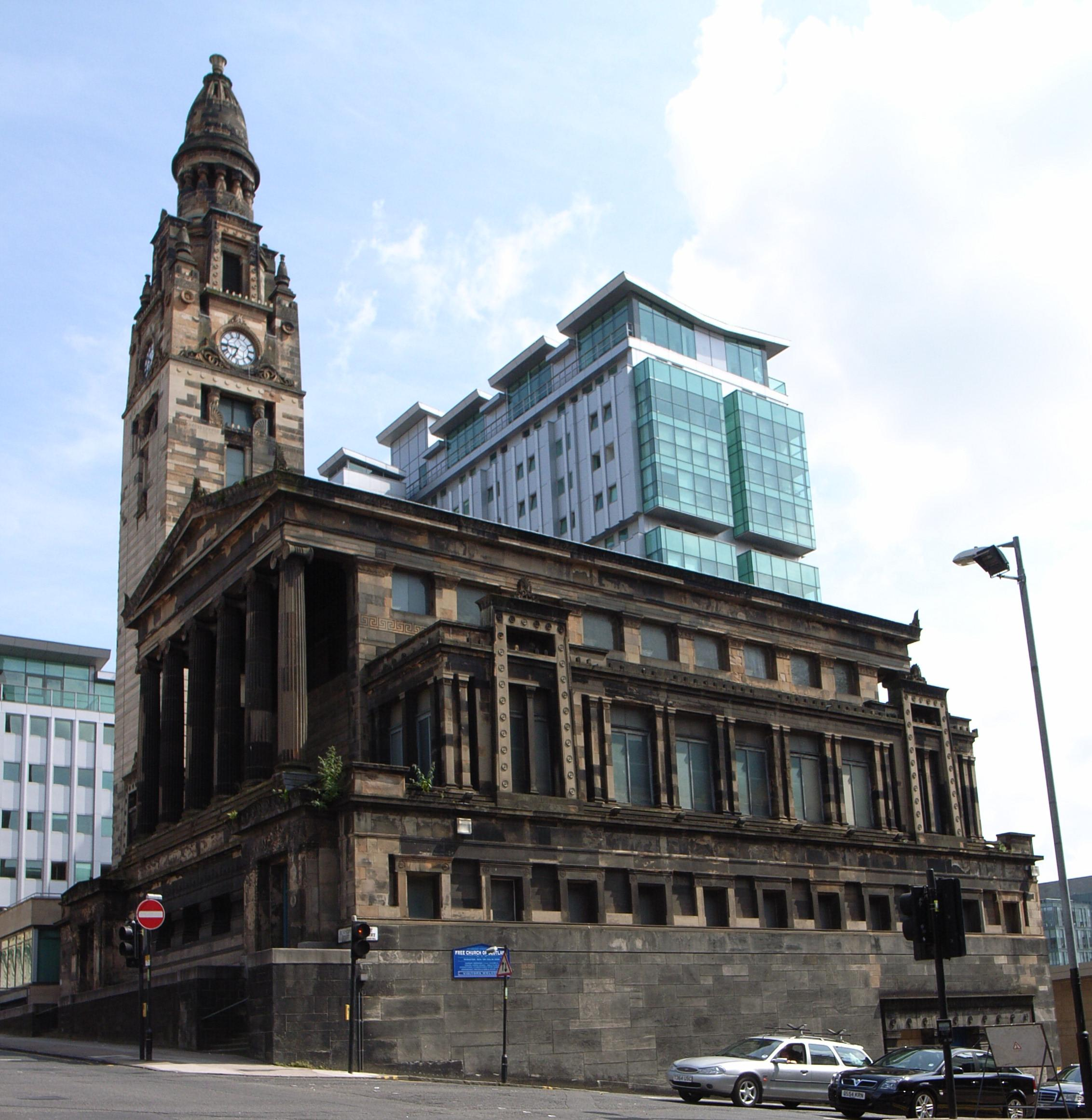
Église de St. Vincent Street
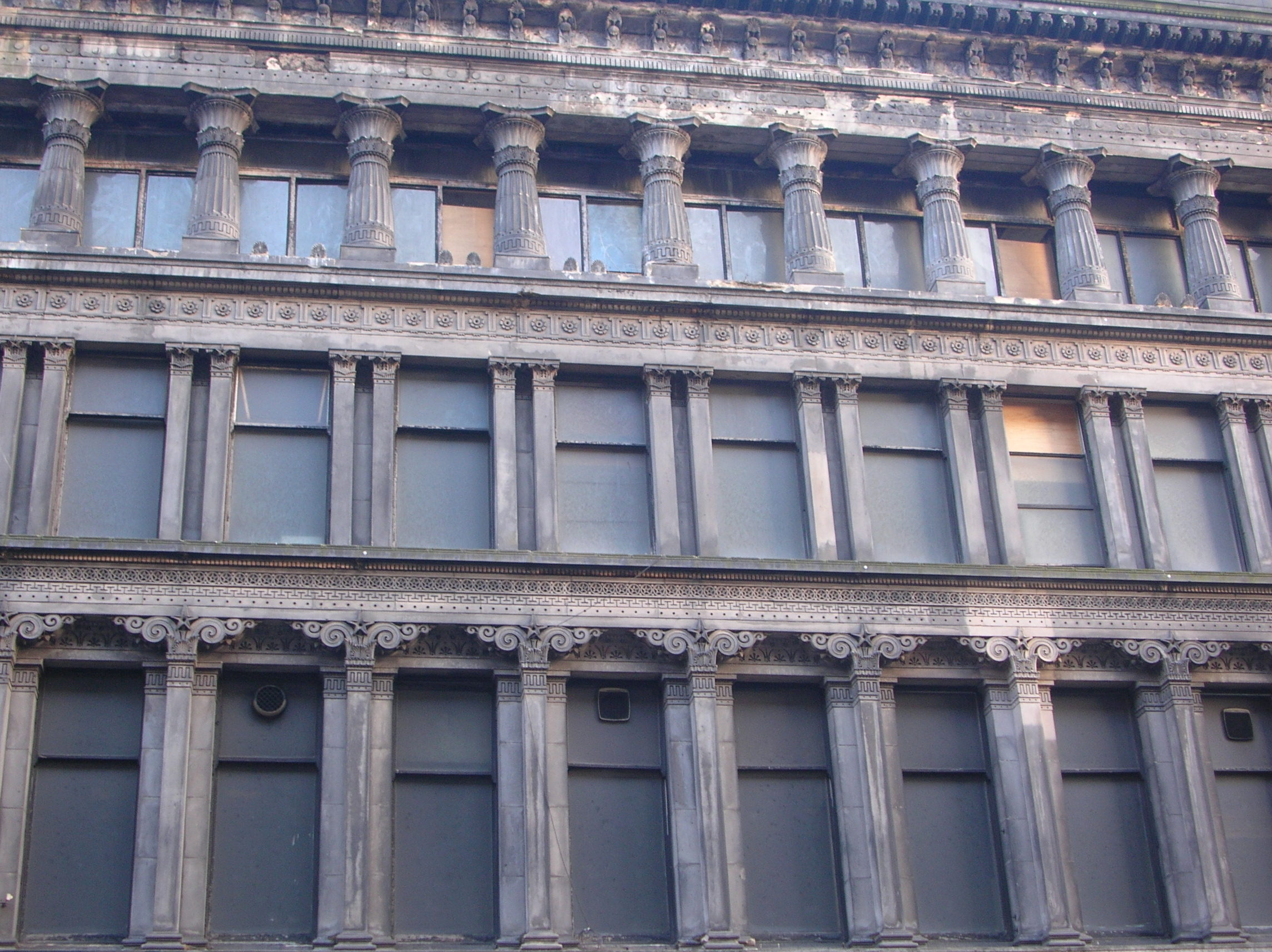
The Egyptian Halls à Glasgow